# Gandyāb
Gandyāb (persiska: گَنديابِ بالا, گندياب, Gandyāb-e Bālā) är en ort i Iran.   Den ligger i provinsen Mazandaran, i den norra delen av landet, 110 km nordost om huvudstaden Teheran. Gandyāb ligger 7 meter över havet och antalet invånare är 347.
Terrängen runt Gandyāb är platt åt nordost, men åt sydväst är den kuperad. Terrängen runt Gandyāb sluttar norrut. Runt Gandyāb är det ganska glesbefolkat, med 39 invånare per kvadratkilometer. Närmaste större samhälle är Nūr, 4,7 km nordväst om Gandyāb. I omgivningarna runt Gandyāb växer i huvudsak blandskog.